# Bahnstrecke Sędzisław–Lubawka
| |                                                                |                                         |                                         |
| Streckennummer: | 298 (Sędzisław–Kamienna Góra) 299 (Kamienna Góra–Staatsgrenze) |                                         |                                         |
| Kursbuchstrecke (PKP): | 247                                                            |                                         |                                         |
| Kursbuchstrecke: | 125h (1934)                                                    |                                         |                                         |
| Streckenlänge: | 18,2 km                                                        |                                         |                                         |
| Spurweite: | 1435 mm (Normalspur)                                           |                                         |                                         |
| Stromsystem: | bis 1945: 15 kV, 16 2/3 Hz ~                                   |                                         |                                         |
| Streckengeschwindigkeit: | 60 km/h                                                        |                                         |                                         |
| Zweigleisigkeit: | Sędzisław–Kamienna Góra                                        |                                         |                                         |
| |                                                                |                                         |                                         |
| \| \| \| von Wałbrzych \| \| \| \| 5,410 \| Sędzisław früher Ruhbank \| Sędzisław früher Ruhbank \| \| \| \| nach Görlitz/Zgorzelec \| \| \| \| 3,041 \| Abzw Krużyn \| Abzw Krużyn \| \| \| 0,000 0,308 \| Kamienna Góra früher Landeshut (Schles) \| Kamienna Góra früher Landeshut (Schles) \| \| \| \| nach Jelenia Góra \| \| \| \| \| nach Okrzeszyn \| \| \| \| 5,416 \| Błażkowa früher Blasdorf \| Błażkowa früher Blasdorf \| \| \| 10,148 \| Lubawka früher Liebau (Schles) \| Lubawka früher Liebau (Schles) \| \| \| 12,794 \| Staatsgrenze Polen–Tschechien \| Staatsgrenze Polen–Tschechien \| \| \| \| nach Trutnov–Jaroměř (vorm. SNDVB) \| \| \| \| \| \| \| \| ehemals zweigleisige Strecke \| \| \| \| |                                                                |                                         |                                         |
| Strecke |                                                                | von Wałbrzych                           | von Wałbrzych                           |
| Bahnhof | 5,410                                                          | Sędzisław früher Ruhbank                | Sędzisław früher Ruhbank                |
| Abzweig geradeaus, nach rechts und ehemals von rechts |                                                                | nach Görlitz/Zgorzelec                  | nach Görlitz/Zgorzelec                  |
| ehemalige Blockstelle | 3,041                                                          | Abzw Krużyn                             | Abzw Krużyn                             |
| Bahnhof | 0,000 0,308                                                    | Kamienna Góra früher Landeshut (Schles) | Kamienna Góra früher Landeshut (Schles) |
| Abzweig geradeaus und ehemals nach rechts |                                                                | nach Jelenia Góra                       | nach Jelenia Góra                       |
| Abzweig geradeaus und ehemals nach links |                                                                | nach Okrzeszyn                          | nach Okrzeszyn                          |
| Haltepunkt / Haltestelle | 5,416                                                          | Błażkowa früher Blasdorf                | Błażkowa früher Blasdorf                |
| Haltepunkt / Haltestelle | 10,148                                                         | Lubawka früher Liebau (Schles)          | Lubawka früher Liebau (Schles)          |
| Grenze | 12,794                                                         | Staatsgrenze Polen–Tschechien           | Staatsgrenze Polen–Tschechien           |
| Strecke |                                                                | nach Trutnov–Jaroměř (vorm. SNDVB)      | nach Trutnov–Jaroměř (vorm. SNDVB)      |
| |                                                                |                                         |                                         |
| ehemals zweigleisige Strecke |                                                                |                                         |                                         |

Die Bahnstrecke Sędzisław–Lubawka ist eine Hauptbahn in Polen. Sie verläuft von Sędzisław (Ruhbank) an der Schlesischen Gebirgsbahn über Kamienna Góra (Landeshut) nach Lubawka (Liebau) in Niederschlesien. Dort besteht Anschluss an die grenzüberschreitende Strecke nach Jaroměř in Tschechien.

## Geschichte
Die Bahnstrecke von Ruhbank über Landeshut nach Liebau wurde am 29. Dezember 1869 eröffnet. Der Streckenabschnitt Landeshut–Liebau war zweigleisig ausgeführt. Am 29. Dezember 1875 eröffnete die Süd-Norddeutsche Verbindungsbahn die grenzüberschreitende Strecke nach  Josefstadt (heute: Jaroměř), die fortan einen durchgehenden Zugverkehr zwischen Schlesien und Böhmen ermöglichte. Als Grenzbahnhof wurde Liebau bestimmt. Am 15. Juni 1915 wurde die Verbindungskurve vom Bahnhof Merzdorf (heute: Marciszów) an der Schlesischen Gebirgsbahn eingeweiht, die nunmehr durchgängige Zugfahrten aus Richtung Hirschberg ermöglichte.
Schon vor dem Ersten Weltkrieg begannen die Vorbereitungen zur Elektrifizierung der Strecke bis zum Grenzbahnhof Liebau mit 15 kV, 16 2/3 Hz. Am 17. August 1921 wurden die elektrischen Fahrleitungsanlagen fertiggestellt. Die Verbindungskurve von Merzdorf wurde allerdings erst 1939 elektrifiziert.
Nach dem Zweiten Weltkrieg geriet Schlesien unter polnische Verwaltung und die Strecke gelangte ins Eigentum der Polnischen Staatsbahn PKP. Nach Beseitigung der Schäden an der Energieversorgung konnte im Sommer 1945 der elektrische Zugbetrieb für kurze Zeit mit den wenigen verbliebenen Fahrzeugen wieder aufgenommen werden. Noch 1945 wurden die elektrischen Fahrleitungen als Reparationsleistung für die Sowjetunion abgebaut.
Bis zum 1. Januar 1950 verkehrten auch wieder Reisezüge über die Staatsgrenze, der grenzüberschreitende Güterverkehr wurde noch bis zum 9. Juni 2001 aufrechterhalten. Am 3. Mai 2004 wurde der Reisezugverkehr auf der Strecke gänzlich eingestellt. Bedarfsweise verkehrten jedoch weiterhin Güterzüge nach Lubawka. Der einst bedeutende Grenzbahnhof verfiel in den Folgejahren zu einer Ruine.
Neue Perspektiven erhielt die grenzüberschreitende Verbindung allerdings mit dem EU-Beitritt Polens und Tschechiens am 1. Mai 2004. Am 7. Juni 2007 wurde der Güterverkehr über die Staatsgrenze offiziell wieder aufgenommen.
Am 14. Dezember 2008 wurde der Reiseverkehr durch die tschechische Eisenbahngesellschaft Viamont, heute GW Train Regio, in der Relation Jelenia Góra–Trutnov wieder aufgenommen. Züge verkehren allerdings vorerst nur an den Wochenenden.
Auch im Jahr 2018 findet ein Saisonverkehr von und nach Polen statt. Ab 29. April 2018 soll der Reisezugverkehr zwischen Sędzisław und dem tschechischen Trutnov wieder aufgenommen werden. Es verkehren vier Zugpaare an Wochenenden und Feiertagen, die insbesondere dem touristischen Verkehr dienen sollen. Die Züge verkehren auf polnischem Abschnitt als D26. Auf tschechischem Abschnitt übernimmt das Unternehmen GW Train Regio.
Laut den Wagenreihungen für 2018 werden alle grenzübergreifenden Leistungen von Triebwagen der Baureihe 810 des Unternehmens GW Train Regio übernommen.
Seit dem 9. Dezember 2018 besteht auf der Strecke täglicher Reiseverkehr. Es verkehrt morgens ein Personenzug des Unternehmens GW Train Regio, in Kooperation mit Koleje Dolnośląskie, von Trutnov über Královec und Lubawka bis Sędzisław, wo Anschluss an die polnischen Züge in Richtung Wrocław (Breslau) und Jelenia Góra (Hirschberg) besteht.
Tagsüber fahren sechs Zugpaare zwischen Sędzisław und Královec. Am Abend fährt der Zug wieder von Sędzisław bis Trutnov.
Ab 10. März gilt ein neuer Fahrplan und ab dem 27. April verkehren am Wochenende mehrere Zugpaare zwischen Trutnov und Sędzisław, wie im Fahrplanjahr 2018. In der Zeit des Sommerverkehres von Ende April bis September werden die neu eingeführten Verbindungen nur werktags durchgeführt.
Zum Einsatz kommt weiterhin ein Triebwagen der ČD-Baureihe 810 von GW Train Regio.
Daher wird diese Strecke, welche jahrelang eigentlich nur von saisonalem Verkehr lebte, wieder vollbetrieben.